# Elbrusit
Elbrusit ist ein sehr selten vorkommendes Mineral aus der Obergruppe der Granate innerhalb der Mineralklasse der „Oxide und Hydroxide“ mit der Endgliedzusammensetzung Ca3U5+ZrFe3O12. Es kristallisiert im kubischen Kristallsystem mit der Struktur von Granat. Die maximal 10 bis 30 μm großen Kristalle treten in Aggregaten mit Wadalit, Spurrit und Lakargiit oder als Zonen und Flecken in Kerimasit auf.
Elbrusit ist bislang (2024) nur an zwei Fundorten nachgewiesen worden. Typlokalität ist ein Kalksilikat-Xenolith aus einem Ignimbrit von Berg Lakargi sowie zwei weiteren Xenolithen von Chegem Caldera in der nordkaukasischen Republik Kabardino-Balkarien in Russland. Der zweite Fundort ist ein Aufschluss der Hatrurim-Formation in Jordanien.

## Etymologie und Geschichte
Das Mineral Elbrusit wurde von Irina O. Galuskina und Mitarbeitern unter dem Namen Elbrusit-(Zr) mit der idealisierten Zusammensetzung Ca3ZrU6+Fe3+2Fe2+O12 beschrieben und im Jahr 2009 von der International Mineralogical Association (IMA) als neues Mineral anerkannt. Benannt wurde es nach dem nahe gelegenen Berg Elbrus, dem mit 5642 m höchsten Berg Europas. Bei der Neuordnung der Granat-Supergruppe im Jahr 2013 wurde die idealisierte Zusammensetzung von reinem Elbrusit geändert zu Ca3Zr1,5U6+0,5Fe3O12 und das Mineral umbenannt in Elbrusit.
Für die Beschreibung der gemessenen Zusammensetzungen wurde ein hypothetisches U6+Fe2+-Granat-Endglied eingeführt. Hohe Fe2+-Gehalte werden wegen der oxidierenden Bildungsbedingungen angezweifelt und nach der Untersuchung weiterer Uran-Granate wurde vorgeschlagen, die Elbrusit-Formel auf Ca3U5+ZrFe3+3O12 zu ändern. Eine Entscheidung der IMA hierzu steht noch (2017) aus.
Das Typmaterial des Minerals wird im Mineralogischen Museum, benannt nach A. J. Fersman (FMM) in Moskau unter der Katalog-Nummer 3840/1 (HT) aufbewahrt.
Granate sind oft sehr beständig gegen Verwitterung, können Actinoide in ihr Kristallgitter einbauen und wurden daher als mögliche Stoffgruppe zur Immobilisierung und Lagerung von hochradioaktiven Abfällen untersucht. Im Zuge dieser Forschungen wurde 2002 ein synthetisches Äquivalent von Elbrusit mit der von Grew et al. 2013 eingeführten Zusammensetzung  Ca3Zr1,5U6+0,5Fe3O12 beschrieben. Im Jahr 2016 vorgestellte Untersuchungen synthetischer, Si-freier Uran-Granate bestätigten, dass sie nur dreiwertiges Eisen enthalten und Uran sowohl 6- wie auch 5-wertig auftritt.

## Klassifikation
Die aktuelle Klassifikation der International Mineralogical Association (IMA) zählt den Elbrusit zur Granat-Obergruppe, wo er zusammen mit Bitikleit, Dzhuluit und Usturit die Bitikleit-Gruppe mit 9 positiven Ladungen auf der tetraedrisch koordinierten Gitterposition bildet.
Da der Elbrusit erst 2009 als eigenständiges Mineral anerkannt wurde, ist er weder in der letztmalig 1977 überarbeiteten 8. Auflage noch in der zuletzt ebenfalls 2009 aktualisierten 9. Auflage der Mineralsystematik nach Strunz verzeichnet. Auch die vorwiegend im englischen Sprachraum gebräuchliche Systematik der Minerale nach Dana kennt den Elbrusit noch nicht.
In der zuletzt 2018 überarbeiteten Lapis-Systematik nach Stefan Weiß, die formal auf der alten Systematik von Karl Hugo Strunz in der 8. Auflage basiert, erhielt das Mineral die System- und Mineralnummer IV/A.07-080. Dies entspricht der Klasse der „Oxide und Hydroxide“ und dort der Abteilung „Oxide mit Verhältnis Metall : Sauerstoff = 1 : 1 und 2 : 1 (M2O, MO)“, wo Elbrusit zusammen mit Bitikleit, Brownmillerit, Chlorkyuygenit, Chlormayenit, Dzhuluit, Fluorkyuygenit, Fluormayenit, Shulamitit, Srebrodolskit, Tululit und Usturit eine unbenannte Gruppe mit der Systemnummer IV/A.07 bildet.
Die von der Mineraldatenbank „Mindat.org“ weitergeführte Strunz-Klassifikation ordnet den Elbrusit wie die Lapis-Systematik in die Klasse der „Oxide und Hydroxide“, dort allerdings in die Abteilung der Oxide mit dem Stoffmengenverhältnis „Metall : Sauerstoff = 2 : 3, 3 : 5 und vergleichbare“ (englisch Metal : Oxygen = 2 : 3,3 : 5, and similar) ein. Diese ist weiter unterteilt nach der relativen Größe der beteiligten Kationen, so dass das Mineral entsprechend seiner Zusammensetzung in der Unterabteilung „Mit großen und mittelgroßen Kationen“ (englisch With large and medium-sized cations) zu finden ist. Hier bildet er zusammen mit Dzhuluit, Monteneveit und Usturit eine unbenannte Gruppe mit der Systemnummer 4.CC.32 (vergleiche dazu auch die gleichnamige Unterabteilung in der Klassifikation nach Strunz (9. Auflage)).

## Chemismus
Uran kann mit verschiedenen Ladungen (U3+, U4+, U5+ und U6+) auf verschiedenen Gitterpositionen (X und Y) in der Granatstruktur eingebaut werden. Elbrusit tritt in der Typlokalität zusammen mit U6+-haltigen Mineralen auf und seine empirische Zusammensetzung wurde zunächst mit U6+ angegeben: [X](Ca3,040Th0,018Y0,001)[Y](U6+0,658Zr4+1,040Sn4+0,230Mg0,004Hf0,009)[Z](Fe3+1,575Al0,539Si0,099Ti4+0,199Fe2+0,559Sn4+0,025V5+0,004).
Der Uraneinbau in Granat wird durch eisenreiche Zusammensetzungen begünstigt. Darauf deuten die hohen Eisengehalte der natürlichen, uranhaltigen Granate hin. Berechnungen konnten diesen Zusammenhang zumindest für den Einbau von U3+ und U4+ auf der X-Position und U5+ auf der Y-Position bestätigen und neuere Untersuchungen an natürlichen Elbrusit zeigen, dass Uran als U5+ vorliegt und das gesamte Fe als Fe3+.
Elbrusit bildet komplexe Mischkristalle vor allem mit eisenreichen Granaten der Schorlomit-Gruppe entsprechend der Austauschreaktion (R steht für ein beliebiges Kation mit der angegebenen Ladung)
- [Y]U5+ + [Z]Fe3+ = [Y]R4+ + [Z]R4+

und einem Sn-Analog von Elbrusit gemäß der Austauschreaktion
- [Y]Zr4+ = [Y]Sn4+

Für synthetische Uran-Granate ist der Einbau von U6+ auf der Oktaederposition belegt, zumindest bei oxidierenden Bedingungen und Abwesenheit von Si4+ und Ti4+.
- [Y]U5+  = 0,5[Y]U6+ + 0,5[Y]Zr4+

## Kristallstruktur
Elbrusit kristallisiert mit kubischer Symmetrie in der Raumgruppe Ia3d (Raumgruppen-Nr. 230) mit 8 Formeleinheiten pro Elementarzelle. Der natürliche Mischkristall aus der Typlokalität hat dem Gitterparameter a = 12,49 Å.
Synthetisch wurden uranhaltige Granate der Reihe Ca3U6+0,5Zr1,5Fe3+3O12 - Ca3U5+ZrFe3+3O12 mit maximal 0,7U apfu untersucht. Eine Extrapolation von deren Gitterparametern auf 1U apfu ergibt a = 12,8 Å für das U5+-Endglied.
Die Struktur ist die von Granat. Calcium (Ca2+) besetzt die dodekaedrisch von 8 Sauerstoffen umgebenen X-Positionen, Uran (U5+, U6+) und Zirkonium (Zr4+) die oktaedrisch von 6 Sauerstoffen umgebene Y-Position und die tetraedrisch von 4 Sauerstoffen umgebenen Z-Position ist mit Eisen (Fe3+) besetzt.

## Bildung und Fundorte
Die Typlokalität von Elbrusit ist ein Kalksilikat-Xenolith aus einem Ignimbrit von Berg Lakargi sowie zwei weitere Xenolithe von Chegem Caldera in der nordkaukasischen Republik Kabardino-Balkarien in Russland. Elbrusit bildete sich hier kontaktmetamorph in der Sanidinit-Fazies bei Temperaturen über 800 °C und niedrigen Druck in der Spurrit-Zone von Kalksilikatskarnen. Elbrusit tritt hier in feinkörnigen Aggregaten aus Wadalit auf oder bildet Krusten um Lakargiit. Weitere Begleitminerale sind Kimzeyit, Spurrit, Larnit und Rondorfit.
Das bislang (2017) einzige weitere dokumentierte Vorkommen ist ein Aufschluss der Hatrurim-Formation in Jordanien. Hier wurden bitumenhaltige Kalke und Mergel beim Abbrand der Bitumen pyrometamorph zu einer Art natürlichem Portlandzement umgesetzt, dessen Mineralbestand dem von kontaktmetamorph überprägten Xenolithen ähnelt.